# 에스토니아 과학 아카데미

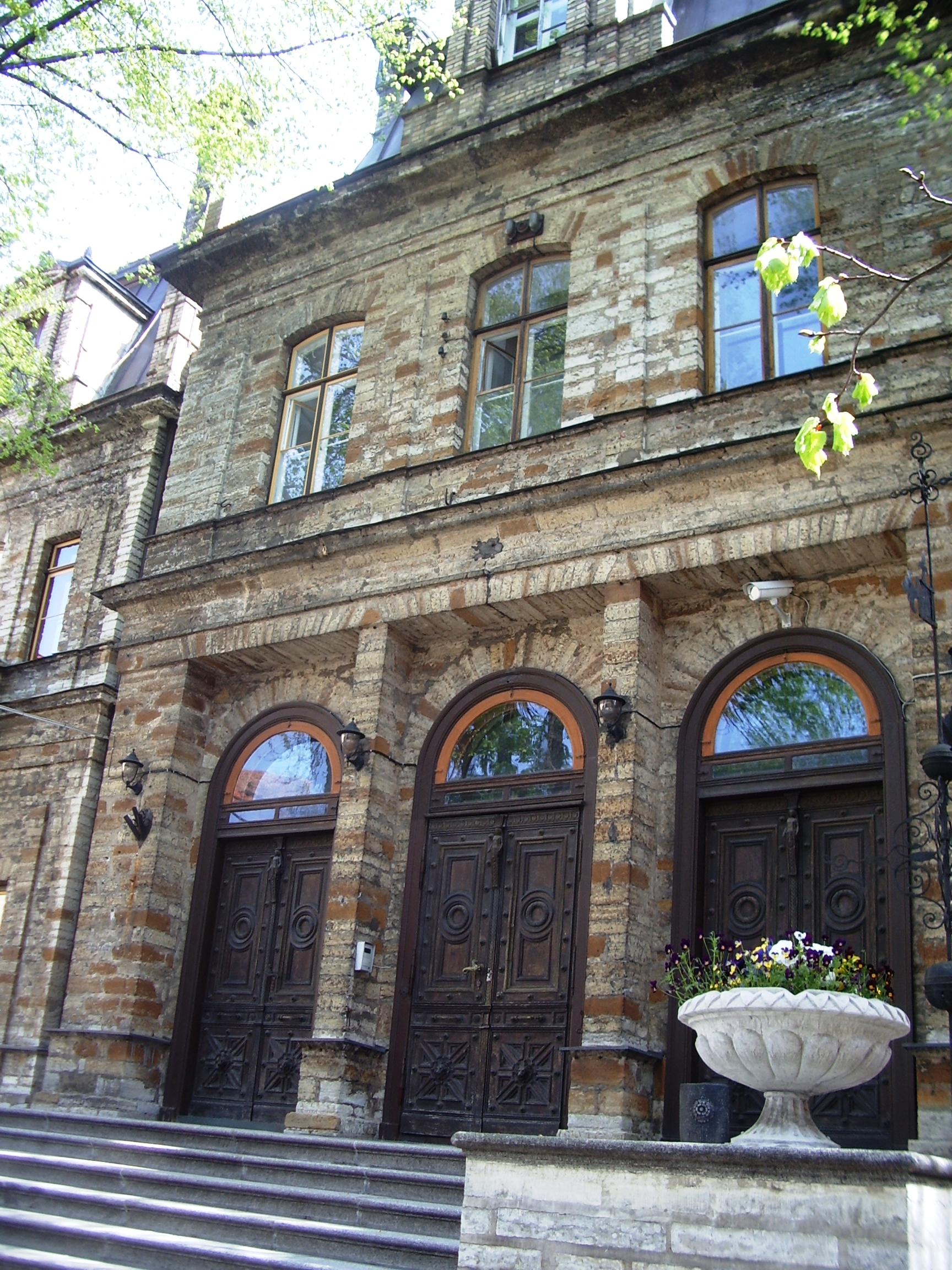

에스토니아 과학한림원(에스토니아어: Eesti Teaduste Akadeemia)은 1938년 세워진 탈린에 있는 에스토니아의 국립과학한림원이다.